# 藍衍
藍衍（？—1659年），南明永曆年間將領，延平王鄭成功部將，官至「前衝鎮」。

## 事蹟
藍衍原為鄭聯部將，永曆四年（1650年）8月鄭成功攻取廈門後將鄭聯、鄭彩等人的部隊合併收歸己部，藍衍自此追隨鄭成功並隨之征戰，期間獲授領智武鎮。永曆十三年（1659年）時攻克瓜州，遷任統領鎮江之先鋒部隊，是年七月與甘輝等將於力抗清軍的南京之役中力戰陣亡。